# Варай (Дагестан)
Варай — упразднённое село в Лакском районе Дагестана. На момент упразднения входило в состав Ханарского сельсовета. В 1944 году все население села переселено в село Новолакское Новолакского района.

## Географическое положение
Село располагалось в 6 км к северо-западу от районного центра — села Кумух у подножья горы Мазавалу.

## История
До вхождения Дагестана в состав Российской империи селение входило в состав Казикумухского ханства. Затем в составе Ханарлинского сельского общества Мугарского наибства Казикумухского округа Дагестанской области. В 1895 году селение состояло из 35 хозяйств. По данным на 1926 год село состояло из 33 хозяйств. В административном отношении входило в состав Ханарского сельсовета Лакского района.
В 1944 году, после депортации чеченского населения с Северного Кавказа, все население села (32 хозяйства) были переселены на в село Банай-аул (ныне Новолакское) бывшего Ауховского района.

## Население
| Год       | 1895 | 1908 | 1926 | 1939 | 1944 |
| --------- | ---- | ---- | ---- | ---- | ---- |
| Население | 189  | 199  | 129  | 120  | 115  |

По переписи 1926 года в селе проживало 129 человек (49 мужчина и 80 женщин), из которых: лакцы — 100 %. Кроме того числилось 43 отходников.